# 草海桐
草海桐（学名：Scaevola taccada）为草海桐科草海桐属下的一種多年生常綠灌木。台灣原生，分布於全島沿海地帶。具耐風、耐潮、耐鹽及抗旱特質，即使在海風強大的海邊岩石上也能生長，長期以來被視為沿海防風定砂植物。另因草海桐植株優美，已成為全島各地普受喜愛的園藝觀賞植物。草海桐具藥用價值，嫩葉與果實亦可食。
草海桐花型特異，花冠五裂（亦有四裂），有如缺了一半的殘花，所以英、法文裡都有半邊花的俗稱：Half flower， Fleur en demi cercle。不僅花型特殊，頂生於枝條的葉叢亦如朵朵美麗的巨型花，太陽下光彩奪目。

## 圖示

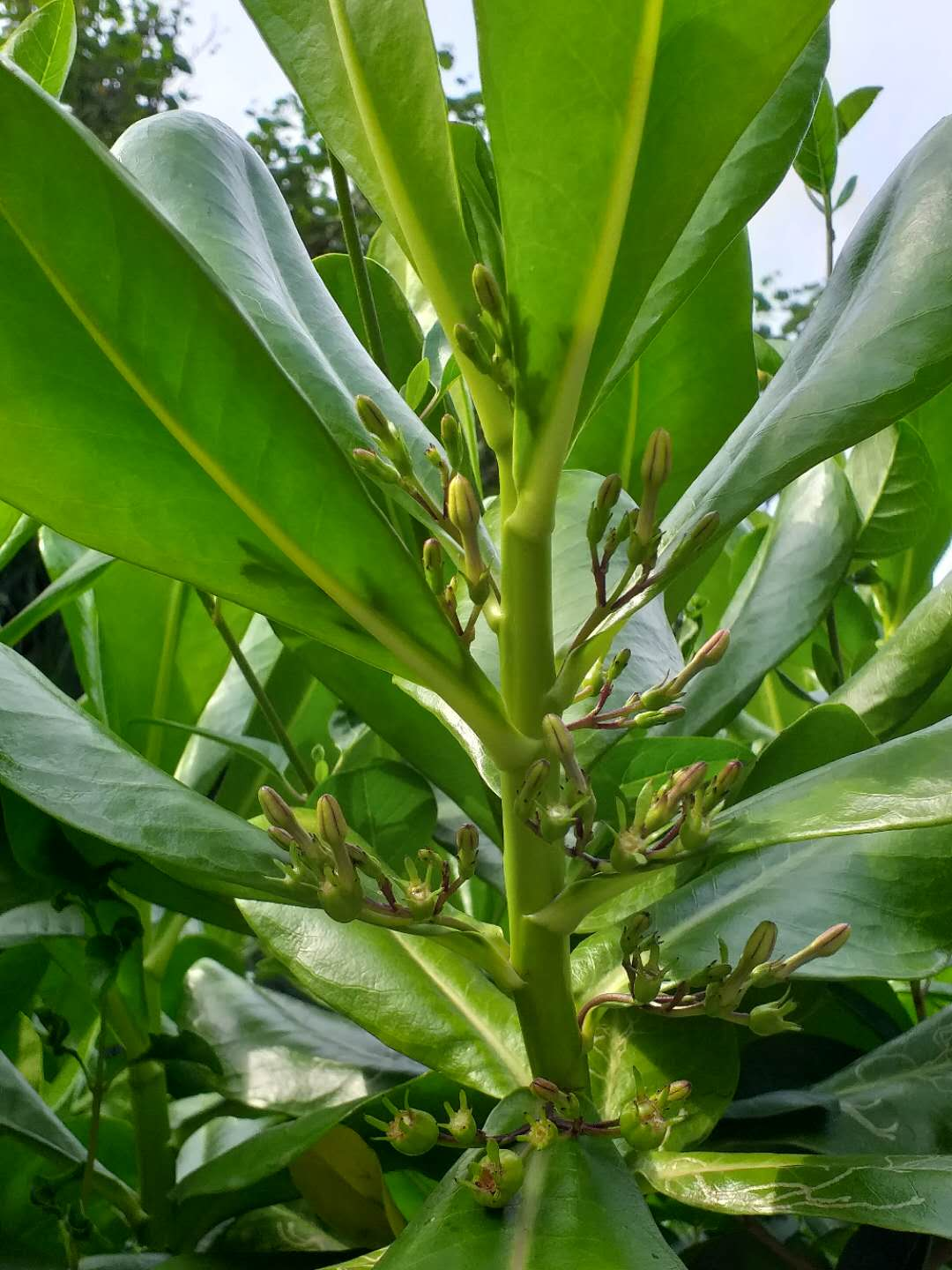
花序
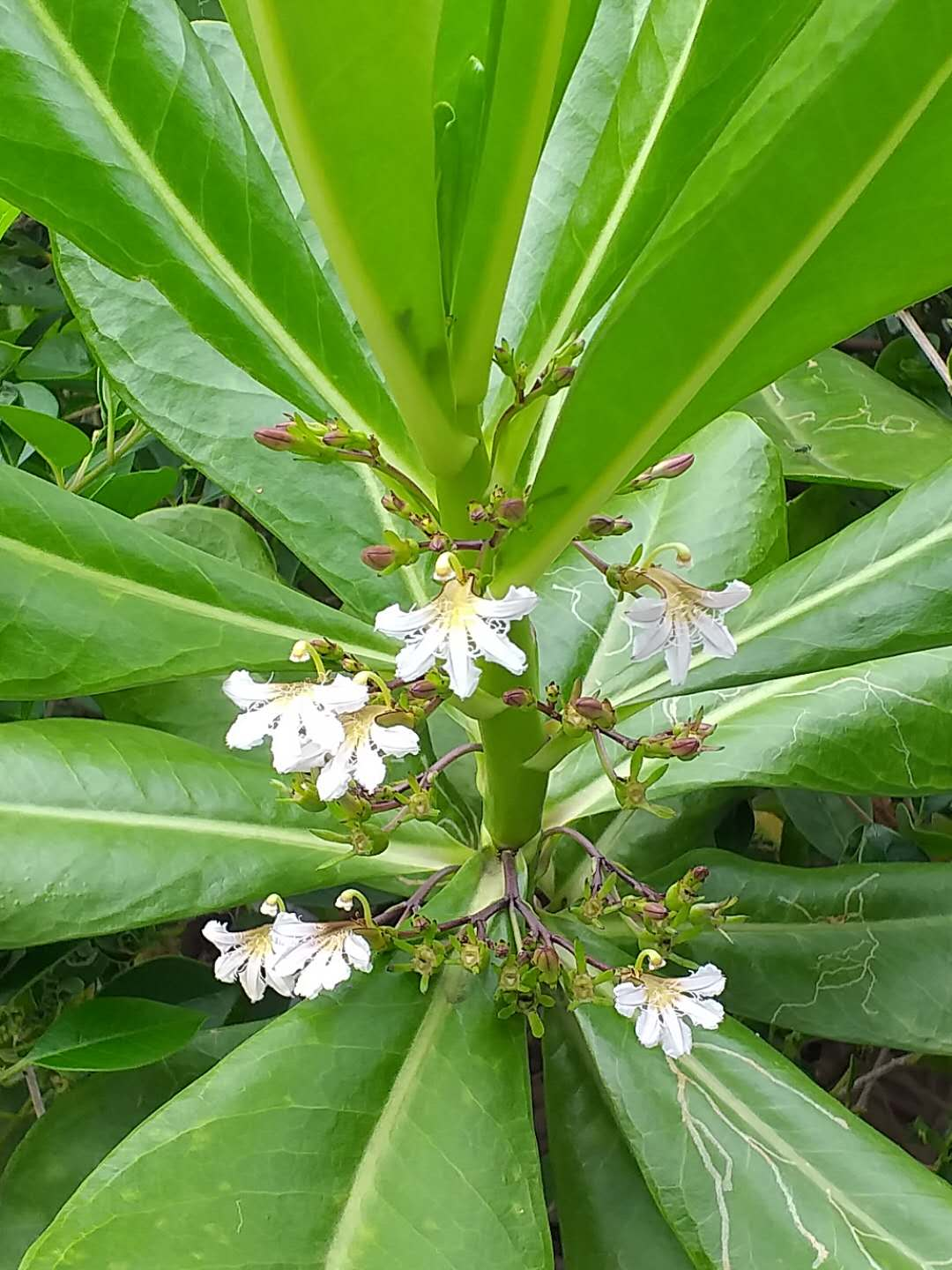
花序
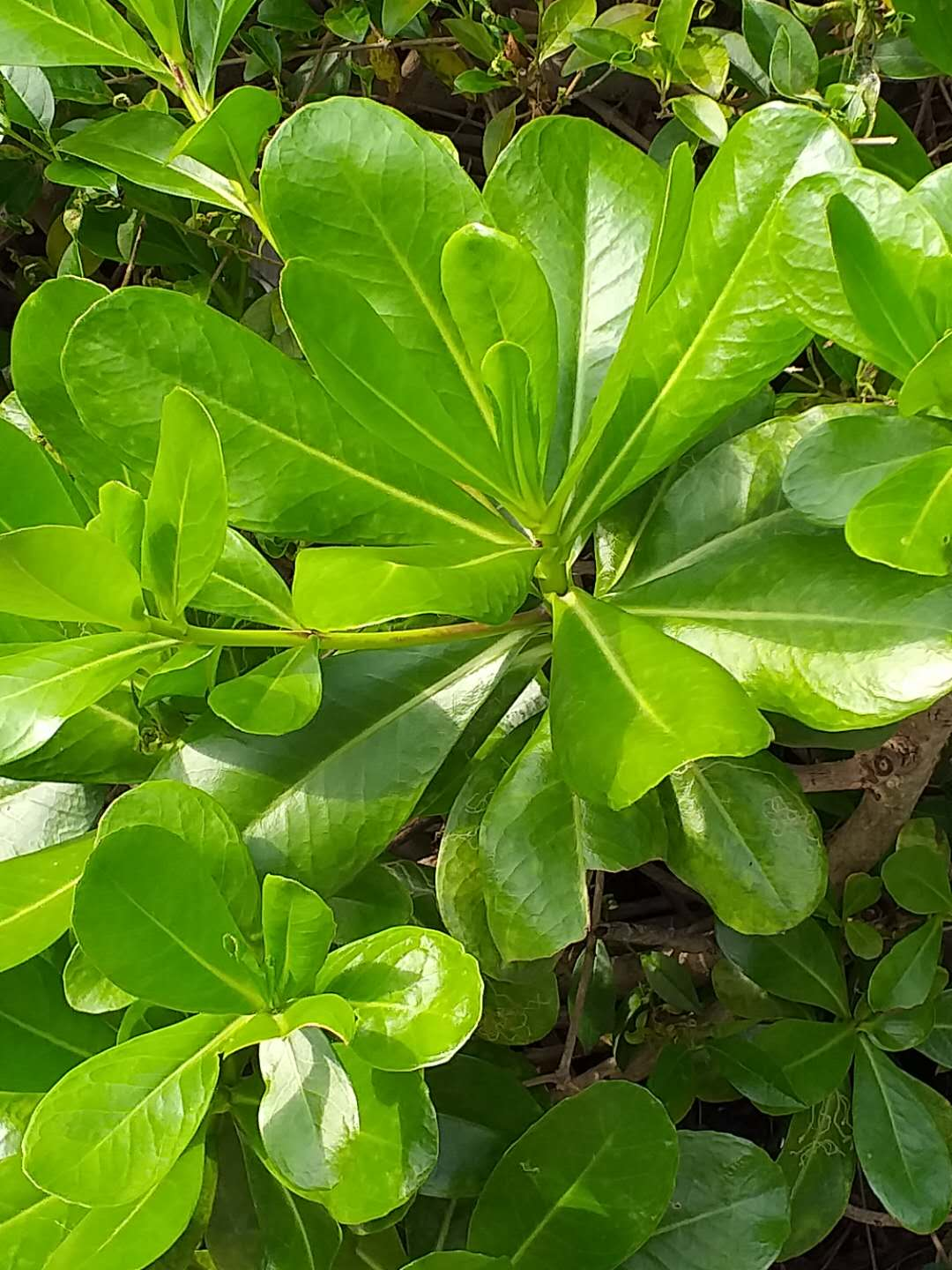
葉序
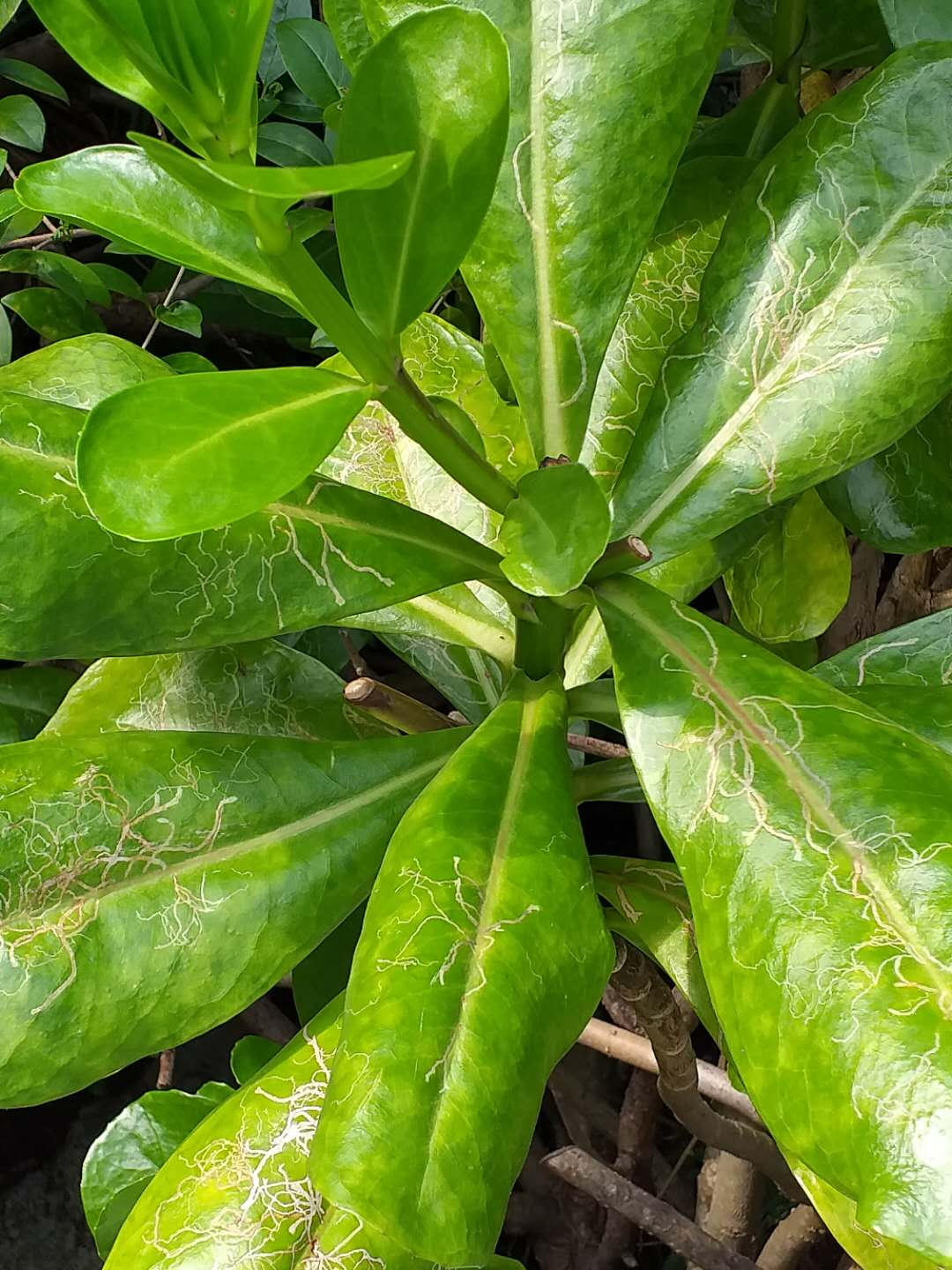
葉上斑紋
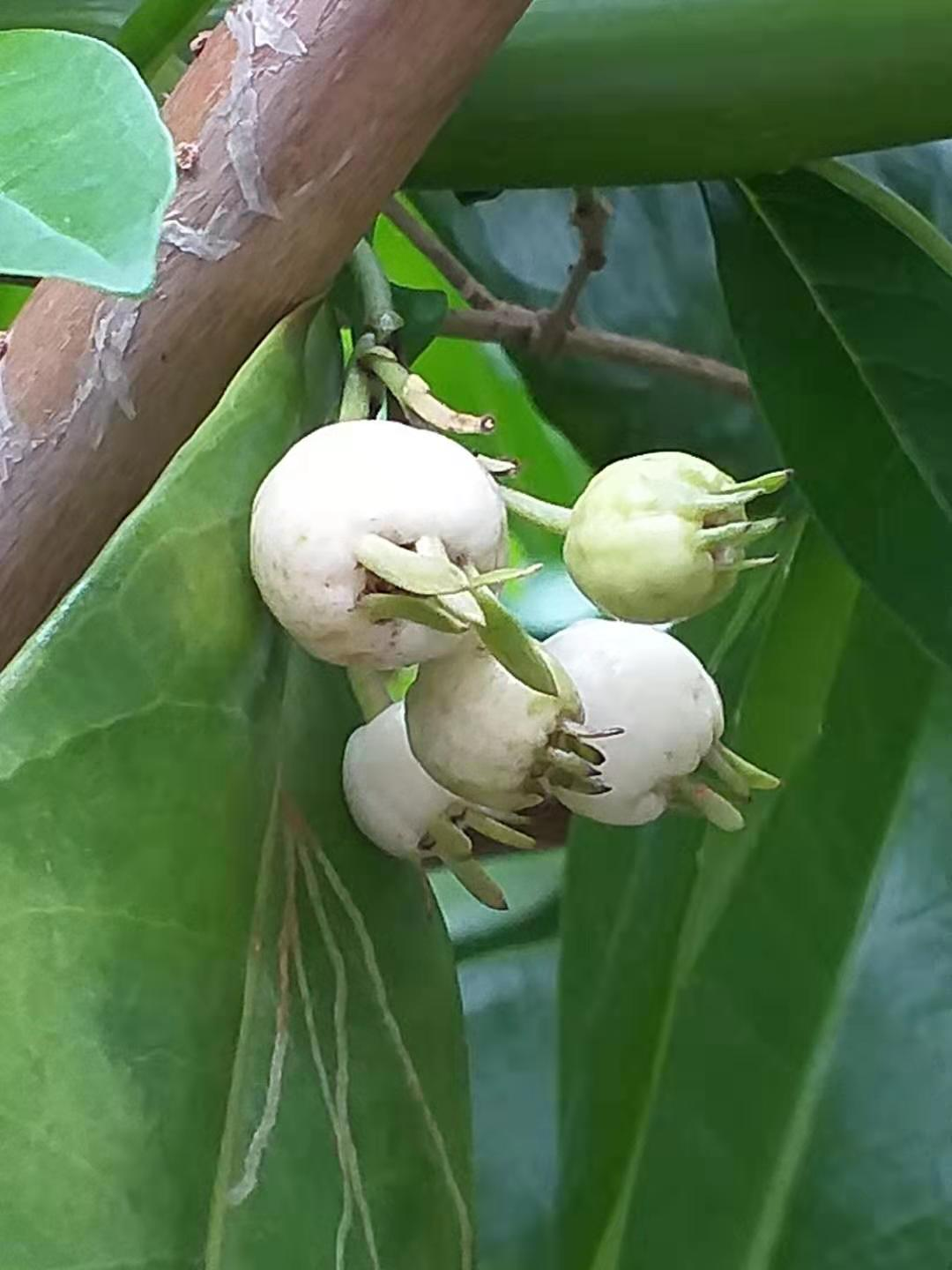
果實